# Coniopteryx furcata
Coniopteryx furcata är en insektsart som beskrevs av Meinander 1983. Coniopteryx furcata ingår i släktet Coniopteryx och familjen vaxsländor. Inga underarter finns listade i Catalogue of Life.